# Atletica leggera maschile ai Giochi della XVI Olimpiade
Ai Giochi della XVI Olimpiade di Melbourne 1956 sono stati assegnati 24 titoli nell'atletica leggera maschile.
I 20 km di marcia sostituiscono i 10000 metri. La marcia diventa sempre più una gara di resistenza.

## Calendario
| Gare       |              |   |             |              |              |                         |                         |                   |    |   |
| 100 m      | 100 m        |   | 200 m       | 200 m        | 400 m        | 400 m                   | Staffetta 4x100 m       | Staffetta 4x100 m | 24 |   |
| 400 m ost. | 400 m ost.   |   |             | 110 m ost.   | 110 m ost.   |                         | Staffetta 4x400 m       | Staffetta 4x400 m | 24 |   |
| 800 m      | 800 m        |   | 800 m       |              |              | 1500 m                  |                         | 1500 m            | 24 |   |
| 10.000 m   |              |   | 5000 m      | 3000 m siepi | 5000 m       | 3000 m siepi            |                         | Maratona          | 24 |   |
| Alto       | Asta         |   | Asta        | Triplo       |              |                         |                         |                   | 24 |   |
|            | Lungo        |   | Giavellotto | Disco        | Peso         |                         |                         |                   | 24 |   |
|            | Martello     |   |             |              |              | Decathlon (1ª giornata) | Decathlon (2ª giornata) |                   | 24 |   |
|            | Marcia 50 km |   |             |              | Marcia 20 km |                         |                         |                   | 24 |   |
|            |              |   |             |              |              |                         |                         |                   |    |   |
| Titoli     | 2            | 5 | -           | 3            | 3            | 4                       | 2                       | 1                 | 24 | 4 |

|  | Qualificazioni |  | Finali |

Si gareggia in un paese di lingua e cultura inglese perciò la domenica, giorno festivo, ci si riposa. Il calendario imita molto da vicino quello dei Giochi del 1948. Come a Londra:
- Le gare iniziano di venerdì e terminano di sabato (giorno sportivo per eccellenza nel mondo anglosassone);
- I tre turni degli 800 metri sono distribuiti su quattro giornate;
- L'unico concorso che svolge un turno di qualificazione è l'Asta (a causa della lunghezza della competizione);
- I concorsi si disputano fino a un giorno prima del Decathlon.

Novità rispetto alle edizioni precedenti:
- I 1500 metri, gara che trae origine dal Miglio inglese, vengono collocati nella posizione di maggior prestigio, ovvero nell'ultima giornata. Diventerà uno standard[1];
- I 5000 sono ulteriormente distanziati dai 10.000, dando così modo agli atleti di poter disputare entrambe le distanze.

A Melbourne i 20 km di marcia su strada sostituiscono la gara su pista. Logicamente, la competizione viene disputata in un turno unico. Gli organizzatori mantengono la sua collocazione nella seconda parte della settimana (diventerà uno standard).

## Nuovi record
I tre record mondiali sono, per definizione, anche record olimpici.
| Fa il suo esordio olimpico:    |                | marcia 20 km. |
| Nuovo record mondiale in       | 3 specialità:  | 200 m, giavellotto e 4x100. |
| Nuovo record olimpico in altre | 15 specialità: | 800 m, 1 500 m, 5 000 m, 10 000, marcia 20 km, 3 000 siepi, 110 h, 400 h, alto, asta, triplo, peso, disco, martello e decathlon. |

## Risultati delle gare
| Specialità | Oro                                                                | Risultato          | Argento                                                                          | Risultato          | Bronzo                                                                          | Risultato           | Dettagli            |
| --- | ------------------------------------------------------------------ | ------------------ | -------------------------------------------------------------------------------- | ------------------ | ------------------------------------------------------------------------------- | ------------------- | ------------------- |
| 100 m | Bobby Joe Morrow                                                   | 10"5 (10"62)       | Thane Baker                                                                      | 10"5 (10"77)       | Hector Hogan                                                                    | 10"6 (10"77)        | Classifica completa |
| 200 m | Bobby Joe Morrow                                                   | 20"6 (20"75)       | Andy Stanfield                                                                   | 20"7 (20"97)       | Thane Baker                                                                     | 20"9 (21"04)        | Classifica completa |
| 400 m | Charlie Jenkins                                                    | 46"7 (46"85)       | Karl-Friedrich Haas                                                              | 46"8 (47"12)       | Ardalion Ignat'ev Voitto Hellsten                                               | 47"0 (47"15)        | Classifica completa |
| 800 m | Tom Courtney                                                       | 1'47"7 (1'47"75)   | Derek Johnson                                                                    | 1'47"8 (1'47"88)   | Audun Boysen                                                                    | 1'48"1 (1'48"25)    | Classifica completa |
| 1.500 m | Ron Delany                                                         | 3'41"2 (3'41"49)   | Klaus Richtzenhain                                                               | 3'42"0 (3'42"02)   | John Landy                                                                      | 3'42"0 (3'42"03)    | Classifica completa |
| 5.000 m | Vladimir Kuc                                                       | 13'39"6 (13'39"86) | Gordon Pirie                                                                     | 13'50"6 (13'50"78) | Derek Ibbotson                                                                  | 13'54"04 (13'54"60) | Classifica completa |
| 10.000 m | Vladimir Kuc                                                       | 28'45"6 (28'45"60) | József Kovács                                                                    | 28'52"4 (28'52"37) | Allan Lawrence                                                                  | 28'53"6 (28'53"60)  | Classifica completa |
| 3.000 m siepi | Chris Brasher                                                      | 8'41"2 (8'41"35)   | Sándor Rozsnyói                                                                  | 8'43"6 (8'43"68)   | Ernst Larsen                                                                    | 8'44"0 (8'44"05)    | Classifica completa |
| 110 m ostacoli | Lee Calhoun                                                        | 13"5 (13"70)       | Jack Davis                                                                       | 13"5 (13"73)       | Joel Shankle                                                                    | 14"1 (14"25)        | Classifica completa |
| 400 m ostacoli | Glenn Davis                                                        | 50"1 (50"29)       | Eddie Southern                                                                   | 50"8 (50"93)       | Josh Culbreath                                                                  | 51"6 (51"74)        | Classifica completa |
| Maratona | Alain Mimoun                                                       | 2h25'00"0          | Franjo Mihalić                                                                   | 2h26'32"0          | Veikko Karvonen                                                                 | 2h27'47"0           | Classifica completa |
| Marcia 20 km | Leonid Spirin                                                      | 1h31'27"4          | Antanas Mikėnas                                                                  | 1h32'03"0          | Bruno Junk                                                                      | 1h32'12"0           | Classifica completa |
| Marcia 50 km | Norman Read                                                        | 4h30'42"8          | Evgenij Maskinskov                                                               | 4h32'57"0          | John Ljunggren                                                                  | 4h35'02"0           | Classifica completa |
| Salto in alto | Charles Dumas                                                      | 2,12 m             | Chilla Porter                                                                    | 2,10 m             | Igor' Kaškarov                                                                  | 2,08 m              | Classifica completa |
| Salto con l'asta | Bob Richards                                                       | 4,56 m             | Bob Gutowski                                                                     | 4,53 m             | Geōrgios Roumpanīs                                                              | 4,50 m              | Classifica completa |
| Salto in lungo | Greg Bell                                                          | 7,83 m             | John Dale Bennett                                                                | 7,68 m             | Jorma Valkama                                                                   | 7,48 m              | Classifica completa |
| Salto triplo | Adhemar da Silva                                                   | 16,35 m            | Vilhjálmur Einarsson                                                             | 16,26 m            | Vitol'd Kreer                                                                   | 16,02 m             | Classifica completa |
| Getto del peso | Parry O'Brien                                                      | 18,57 m            | Bill Nieder                                                                      | 18,18 m            | Jiří Skobla                                                                     | 17,65 m             | Classifica completa |
| Lancio del disco | Al Oerter                                                          | 56,36 m            | Fortune Gordien                                                                  | 54,81 m            | Des Koch                                                                        | 54,40 m             | Classifica completa |
| Lancio del martello | Harold Connolly                                                    | 63,19 m            | Michail Krivonosov                                                               | 63,03 m            | Anatolij Samocvetov                                                             | 62,56 m             | Classifica completa |
| Lancio del giavellotto | Egil Danielsen                                                     | 85,71 m            | Janusz Sidło                                                                     | 79,98 m            | Viktor Cybulenko                                                                | 79,50 m             | Classifica completa |
| Decathlon | Milt Campbell                                                      | 7 937 p.           | Rafer Johnson                                                                    | 7 587 p.           | Vasilij Kuznecov                                                                | 7 465 p.            | Classifica completa |
| Staffetta 4×100 m | Stati Uniti Thane Baker Leamon King Bobby Joe Morrow Ira Murchison | 39"5 (39"59)       | Unione Sovietica Leonid Bartenev Jurij Konovalov Vladimir Sucharev Boris Tokarev | 39"8 (39"92)       | Squadra Unificata Tedesca Heinz Fütterer Manfred Germar Lothar Knörzer Leo Pohl | 40"3 (40"34)        | Classifica completa |
| Staffetta 4×400 m | Stati Uniti Tom Courtney Charlie Jenkins Lou Jones Jesse Mashburn  | 3'04"8 (3'04"80)   | Australia Graham Gipson Kevan Gosper Leon Gregory David Lean                     | 3'06"2 (3'06"18)   | Regno Unito Peter Higgins Derek Johnson John Salisbury Mike Wheeler             | 3'07"2 (3'07"18)    | Classifica completa |
| record mondiale; record olimpico; record mondiale stagionale; record africano; record asiatico; record europeo; record nord-centroamericano e caraibico; record sudamericano; record oceaniano; record nazionale; record personale; record personale stagionale. |                                                                    |                    |                                                                                  |                    |                                                                                 |                     |                     |

Statistiche
Dei 21 olimpionici vincitori di gare individuali ad Helsinki, solo sei hanno lasciato l'attività agonistica. Però due americani non si sono qualificati ai Trials. Inoltre Emil Zatopek, vincitore di tre ori, si presenta in Australia a difendere solo il titolo della Maratona e il marciatore Giuseppe Dordoni è passato dalla 50km alla nuova distanza dei 20km. Infine il campione dei 400 metri Rhoden, non è stato selezionato dalla propria nazionale, la Giamaica. Dei rimanenti nove campioni olimpici, solo tre riescono a riconfermarsi: Bob Richards, Adhemar da Silva e Parry O'Brien. 

Sono sette i primatisti mondiali che vincono la loro gara a Melbourne, nelle seguenti specialità: 200 metri, 10.000 metri, 400 ostacoli, Salto in alto, Triplo, Peso e Martello.

Due atleti, Adhemar da Silva (Salto triplo) e Parry O'Brien (Getto del peso) sono gli unici che si presentano nella veste di campione in carica e di primatista mondiale. Entrambi vincono per la seconda volta il titolo.